# Alfa Romeo Vola
De Alfa Romeo Vola is een conceptauto van het Italiaanse autohuis Alfa Romeo. De auto was voor het eerst te zien in 2001.
De conceptauto was vooral bedoeld om een nieuwe techniek voor cabriodaken te laten zien, die afkomstig was van cabriodakenfabrikant Fioravanti. De Vola heeft een roterend dak dat langs de passagierscabine draait. Het dak ligt op de achterkant van de auto, zodat het geen ruimte in de kofferbak inneemt.
Een aantal spelers waren geïnteresseerd in het roterende dak. Fioravanti bood eerst Ferrari het systeem aan. Hoewel het systeem simpel leek, kon het nog niet op cabrio's toegepast worden omdat de motor compact en licht moest zijn, maar toch krachtig genoeg om het dak te roteren. Het dak werd voor het eerst met succes toegepast op de Ferrari 575 Superamerica.